# Sévigny
Sévigny là một xã trong tỉnh Orne, thuộc vùng hành chính Normandie của nước Pháp, có dân số là 352 người (thời điểm 1999).

## Nhân khẩu học
| 1962 | 1968 | 1975 | 1982 | 1990 | 1999 |
| ---- | ---- | ---- | ---- | ---- | ---- |
| 167  | 172  | 218  | 319  | 377  | 352  |